# Henri Plard
Pour les articles homonymes, voir Plard.
Henri Plard, né le 16 août 1920 à Dijon et mort le 25 mai 2004 à Bruxelles, est un germaniste et traducteur français.

## Biographie
Henri Plard naît à Dijon et passe sa jeunesse à Rouen.
En juin 1942, Henri Plard, alors étudiant à l’École normale, est interné trois mois à Drancy après avoir été arrêté sur le boulevard Saint-Michel portant un simulacre d’étoile jaune à son veston [réf. souhaitée] .
Ancien élève de l’École normale supérieure (où il entre en 1940), agrégé d’allemand (1943), Plard enseigne la langue et la littérature allemandes à l’Université libre de Bruxelles de 1945 à 1989.
Il reçoit en 1981 la prestigieuse médaille Goethe, et est élu membre de l’Académie royale de Belgique en 1983. Lui a également été décerné le prix Langlois de l’Académie française pour son œuvre de traducteur.
Ses travaux portent sur la littérature du XVIIe siècle (Angelus Silesius, Andreas Gryphius) comme de l'époque contemporaine (Thomas Mann). Il est l’un des premiers germanistes francophones à reconnaître le talent de Heinrich Böll et de Günter Grass, avec lesquels il se lie d’amitié.
Il est l’auteur de très nombreuses traductions, notamment de nombreux romans et essais d’Ernst Jünger surtout, mais aussi d’Angelus Silesius, Lichtenberg, Schopenhauer, Lou Andreas-Salomé, Günther Anders.

## Œuvres
- La mystique d'Angelus Silesius, Aubier-Montaigne, Paris, 1953.
- Du relèvement national à la Révolution de 1848, dans F. Mossé (éd.), Histoire de la littérature allemande, Aubier, 1959, p. 499-715. Nouvelle édition augmentée 1995.

## Traductions
- Günther Anders, Kafka, pour et contre, Circé, Belval, 1990.
- Lou Andreas-Salomé, Eros, Les Éditions de Minuit, Paris, 1984.
- Hannah Arendt, Rahel Varnhagen. La vie d'une Juive allemande à l'époque du Romantisme, Tierce, Paris, 1986.
- Marieluise Fleisser, Avant-garde suivi de Souvenirs sur Brecht, Les Éditions de Minuit, Paris, 1981.
- Hans Henny Jahnn, La nuit de plomb, Les Éditions du Seuil, Paris, 1963.
- Ernst Jünger, Héliopolis. Vue d’une ville disparue, Plon, Paris, 1952.
- Ernst Jünger, Journal, 2 volumes, Julliard, Paris, 1951-1953 (avec Frédéric de Towarnicki).
- Ernst Jünger, Essai sur l'homme et le temps : Tome I : Traité du rebelle ; Tome II : Polarisations. Traité du Sablier ; T. III. Le Nœud gordien. Passage de la Ligne, Les Éditions du Rocher, Monaco, 1957-1958.
- Ernst Jünger, Abeilles de verre, Plon, Paris, 1959.
- Ernst Jünger, Orages d’acier. Journal de guerre, Plon, Paris, 1960.
- Ernst Jünger, L'État universel: Organisme et organisation, Gallimard, Paris, 1962.
- Ernst Jünger, Journal de Guerre et d’Occupation (1939-1948), Julliard, Paris, 1965.
- Ernst Jünger, Visite à Godenholm, suivi de La chasse au sanglier, Christian Bourgois, Paris, 1968.
- Ernst Jünger, Chasses subtiles, Christian Bourgois, Paris, 1969.
- Ernst Jünger, Approches, drogues et ivresse, La Table Ronde, Paris, 1973.
- Ernst Jünger, Le lance-pierres, La Table Ronde, Paris, 1974.
- Ernst Jünger, Le contemplateur solitaire, Grasset, Paris, 1975, prix Langlois de l’Académie française en 1976.
- Ernst Jünger, Graffiti/Frontalières précédé de Autour du Sinaï, Christian Bourgois, Paris, 1977.
- Ernst Jünger, Eumeswil, La Table Ronde, Paris, 1978.
- Ernst Jünger, Journal, 1. Jardins et routes (1940-1941), Christian Bourgois, 1979.
- Ernst Jünger, Journal, 2. Premier journal parisien (1941-1943), Christian Bourgois, Paris, 1980.
- Ernst Jünger, Journal, 3. Second journal parisien (1943-1945), Christian Bourgois, Paris, 1980.
- Ernst Jünger, La cabane dans la vigne. Journal IV : 1945-1948, Christian Bourgois, Paris, 1980.
- Ernst Jünger, Jardins et routes. Journal 1. Strahlungen, 1939-1940, LGF, Paris, 1982.
- Ernst Jünger, L’Auteur et l’Écriture, Christian Bourgois, Paris, 1982.
- Ernst Jünger, Soixante-dix s’efface. Journal 1965-1970, Gallimard, Paris, 1984.
- Ernst Jünger, Soixante-dix s’efface 2. Journal 1971-1980, Gallimard, Paris, 1985.
- Ernst Jünger, Sertissages. À propos de l’Apocalypse, Fata Morgana, Cognac, 1998.
- Wolf Lepenies, Les trois cultures. Entre science et littérature, l’avènement de la sociologie, Éd. de la Maison des sciences de l’homme, Paris, 1990.
- Georg Christoph Lichtenberg, Lettres sur l’Angleterre, Circé, Belval, 1998.
- Armin Mohler, La Révolution conservatrice en Allemagne 1918-1932, Pardès, Puiseaux, 1993.
- Arthur Schopenhauer, L’art d’avoir toujours raison ou Dialectique éristique, Circé, Belval, 1990.
- Angelus Silesius, Le Pèlerin chérubinique, Aubier-Montaigne, Paris, 1948.
- Oswald Spengler, Écrits historiques et philosophiques. Pensées, Copernic, Paris, 1980.